# Geometrie sferică
.

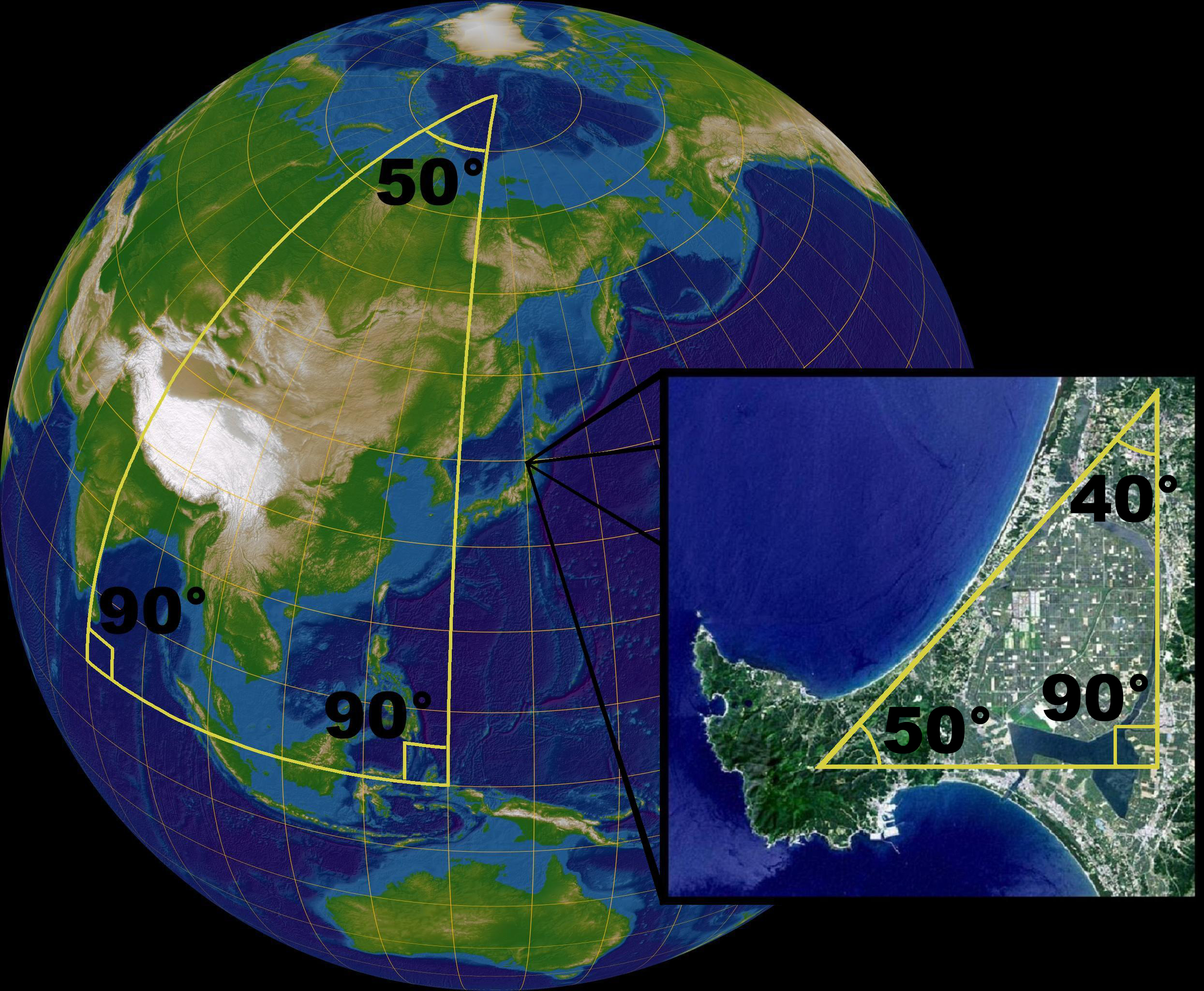
Pe sferă, suma unghiurilor unui triunghi este mai mare de 180°. O sferă nu este un spațiu euclidian, dar local legile geometriei euclidiene dau o bună aproximație. Într-un mic triunghi de la suprafața pământului, suma unghiurilor este foarte aproape de 180°. Suprafața unei sfere poate fi reprezentată printr-o colecție de hărți bidimensionale, deci, este o mulțime bidimensională

Geometria sferică este geometria suprafețelor bidimensionale pe o sferă, fiind un exemplu de geometrie neeuclidiană. Două din aplicațiile practice ale principiilor geometriei sferice sunt navigația și astronomia.
În geometria plană conceptele de bază sunt punctul și dreapta. Pe o sferă punctele sunt definite în sensul uzual. Echivalentele liniilor nu sunt definite în sensul uzual de linii drepte, ci în sensul celor mai mici drumuri dintre două puncte, numite geodezice. Pe o sferă geodezicele sunt cercuri mari; alte concepte geometrice sunt definite ca în geometria plană, dar cu liniile drepte înlocuite prin cercurile mari. Astfel, în geometria sferică unghiurile sunt definite între două cercuri mari, rezultând că în trigonometria sferică unghiurile diferă de cele din trigonometria plană în multe privințe; de exemplu, suma unghiurilor interioare ale triunghiurilor sferice este mai mare de 180°.
Geometria sferică este cea mai simplă formă de geometrie eliptică, în care o linie nu are paralele față de un punct dat, contrastând cu geometria euclidiană, în care o linie are o paralelă față de un punct dat și geometria hiperbolică, în care o linie are două paralele și un număr infinit de ultraparalele față de un punct dat.
O importantă geometrie legată de cea sferică este aceea a planului proiectiv real, fiind obținut prin identificarea punctelor diametral opuse pe o sferă. Acesta este un alt tip de geometrie eliptică. Local, planul proiectiv are toate proprietățile geometriei sferice, dar are proprietăți globale diferite. În particular, este neorientabil sau cu o singură suprafață, gen inelul lui Möbius.
Conceptele geometriei sferice pot fi aplicate și sferelor alungite, necesitând însă anumite modificări minore anumitor formule.
Există și geometrie sferică multidimensională; vezi geometria eliptică.

## Istorie
Geometria sferică a fost studiată din antichitate de matematicienii greci precum Menelaus din Alexandria, care a scris o carte de trigonometrie sferică numită Sphaerica dezvoltând teorema lui Menelaus. 
Cartea arcelor necunoscute pe o sferă scrisă de matematicianul Islamic Al-Jayyani este considerată a fi primul tratat de geometrie sferică. Cartea conține formule ale triunghiurilor dreptunghice, teorema sinusului și soluții ale triunghiului sferic prin intermediul triunghiului polar. 
Cartea De Triangulis omnimodis a lui Regiomontanus, scrisă în anul 1464, este prima lucrare de trigonometrie pură din Europa. Girolamo Cardano nota un secol mai târziu că multe din problemele de trigonometrie sferică au fost luate din lucrările omului de știință Jabir ibn Aflah din Spania Islamică a secolului al XII-lea. 